# 姉小路頼綱
姉小路 頼綱（あねがこうじ よりつな）は、戦国時代・安土桃山時代の武将、大名、公卿、公家。飛騨姉小路氏（三木姉小路氏）の当主。父は姉小路良頼（嗣頼）。頼綱の正室は斎藤道三の娘であるため、織田信長とは相婿の間柄になる。

## 生涯

### 三木氏の成長
頼綱が生まれた姉小路家は、元々は飛騨国守護京極氏の一族で家臣だった三木氏であった。
戦国時代に守護の支配が緩むと、三木直頼は益田郡南部の宮地地区を拠点に飛騨国南半分に勢力を伸ばした。直頼の孫であった頼綱も元服当初は光頼。後に三木自綱（みつき よりつな）と名乗っていた。

### 三木氏の家格向上と支配拡大
父の三木良頼は飛騨国司姉小路家（古川・小島・向）の宗家である小島氏とは盟を結ぶ。さらに飛騨全土の支配者としての正統な名分を得るべく、古川姉小路家との同化を試みた。永禄元年（1558年）には従五位下に叙任され、子の光頼（後の自綱）は飛騨介へと任官された。この際、良頼が飛騨守に叙任されたとする説もあるがこれは誤りである。永禄元年にはあくまで三国司という屋号を名乗ることを許されたのであり、実際に飛騨国司に就任したのではない。
同年、吉城郡高堂城の広瀬宗域（広瀬山城守）と連合して、天神山城の守護代高山晴高（高山外記）と三枝郷の山田紀伊守を攻め滅し、鍋山安室・畑安高・大谷蔵人・岡本豊前守を支配下の家臣とした。その後、三木氏と仲が良く繋がっていた姉小路家三家の一つ宗家である小島時光が味方となり、親族衆とした。これにより三木氏の勢力は益田郡・大野郡 に及ぶ事となった。

### 「姉小路家」との同化と朝廷からの認証
永禄3年（1560年）には、良頼は従四位下飛騨守、自綱は従五位下左衛門佐へと叙任任官され、同時期に名字を姉小路（古川）へと改めている。なお、良頼や光頼等の三木氏による飛騨国司就任と姉小路氏継承は、本来は三木氏側による乗っ取り・僭称であり、朝廷や幕府への工作によってなされたものであると考えられてきた。しかし、永禄6年（1563年）の『補略』には、本来の姉小路氏（小島時親（時秀の子）、小島雅秀（時親の子）、小島時忠（雅秀の弟）、古川満堯（古川済俊の養子）、古川時基（満堯の子））が叙位任官されている記録が残されており（なお、ここには見えない向姉小路氏も向宣政のように生き残っている）、三木氏は姉小路氏を滅ぼしたわけではなく、姉小路氏の一族として同化したというのが実際の流れである。
永禄5年（1562年）2月、良頼は従三位となった。この間の周旋に努めてきた関白近衛前嗣から偏諱を賜って姉小路嗣頼と名乗り、同時に自綱も姉小路頼綱と名を改めた。同年12月、嗣頼はさらに中納言任官を将軍義輝と前嗣に働きかけたが、これは正親町天皇に拒否され叶わなかったものの、以後は中納言を勝手に名乗った。他方で永禄6年（1563年）3月に頼綱は侍従に任ぜられた。こちらは正式の任官である。

#### 武田氏との関係
永禄7年（1564年）には三木氏・江馬輝盛と敵対する江馬時盛が武田方に属し、同年6月には武田軍の侵攻を受け三木氏・江馬輝盛は降伏した。しかし永禄12年（1569年）頼綱の弟の三木次郎右衛門尉が武田氏から離反したため、武田信玄から命を受けた苗木城主の遠山直廉が飛騨益田郡に侵攻し大威徳寺の戦いが発生し、大威徳寺が兵火で焼失した。

#### 遠藤氏との同盟
永禄12年（1569年）、八幡城主の遠藤慶隆と争った。後に和睦し、一人娘を遠藤慶隆に嫁がせて親族同盟を結んだ。

#### 上洛と拝謁
南隣の美濃国を斎藤龍興から奪った織田信長は永禄11年（1568年）に上洛を果たすと、永禄13年（1570年）2月（4月23日に元亀に改元）、姉小路嗣頼に対して上洛を命じた。頼綱は、加治田城主で頼綱の親族であった斎藤利治と斎藤利堯を通じ、父の名代かつ信長の親族として上洛した。4月には小御所で正親町天皇に拝謁し、任官の御礼をした。同月14日、信長が建てた足利義昭の二条御所（武家御所）の落成を祝う能楽開催の際、「飛騨国司 姉小路中納言」として参加した。
- 永禄13年（1570年）2月、父・姉小路良頼の名代として上洛した。「姉小路中納言殿 同飛騨国衆」と記録されている。[12]。
- 3月1日、山科言継や三条公仲、織田信長らが将軍足利義昭に祗候した際の多くの武家衆・公家衆の中に「公家衆」として頼綱が記されている[13]。同日、信長が禁裏に参じた際、同行した[14]。
- 3月3日、将軍足利義昭に祗候した多くの武家・公家の中で、公家衆の一人として「姉小路侍従」として記録されている。祗候の順は公家衆は武家衆の後であった[13]。
- 3月4日、土御門有脩と共に頼綱が山科言継邸を訪れた[13]。
- 4月1日、信長が足利義昭のために急造した二条御所の落成祝儀として猿楽の宴が開かれ、幕府の御供衆・御走衆および外様衆・公家御相伴衆などが招かれた。織田信雄・徳川家康・畠山高政・一色義道・三好義継・松永弾正・北畠具教ら諸衆と共に頼綱も陪席した[15]。
- 4月11日、織田家の祐筆武井夕庵が、頼綱の宿所を訪問した[13]。
- 4月18日には、頼綱は小御所の正親町天皇に参内し、昇殿の御礼をしている[16]。『御湯殿上日記』には、永禄6年（1563年）3月12日の「侍従」任官の礼として、馬・太刀を献上したと記されている。

このように信長と誼を通じる一方で、元亀3年（1572年）には上杉輝虎の要請に応じて越中国に出兵し、上杉氏に通じる姿勢も同時に示した。これは大勢力に囲まれた小勢力の、最前線のパワーバランスを保つための努力と言える。
元亀3年（1572年）11月、嗣頼が上記の越中出兵（尻垂坂の戦い）の直後に病没すると、頼綱は家督を継承した。
天正3年（1575年）、再び上洛し、信長に馬を献上した。
天正6年（1578年）3月13日、越中を征服しつつあった上杉謙信が病没すると、上杉氏家中では後継者を巡る内部抗争（御館の乱）が始まったため、越中や飛騨などの隣国への侵攻どころではなくなった。これにより頼綱は本格的に織田陣営に接近し、正式に織田氏と姉小路氏（三木氏）が親族となる同盟を結んだ。

#### 織田氏との親族同盟
天正6年（1578年）10月4日、織田氏の家臣で美濃斎藤氏の斎藤利治を軍団長とする織田氏の軍が、飛騨国を通過して越中国へ攻め入った。その時美濃斎藤氏の親族（頼綱室が斎藤氏）として、越中斎藤氏である斎藤信利・信吉と共にこれを支援した。飛騨国から茂住峠を越えて（長棟越え）越中に入り、月岡野の戦いには姉小路氏の軍も参加した。さらに今泉城攻城にも加勢した。
天正7年（1579年）に本拠を桜洞城から飛騨松倉城に移し、飛騨の統一に着手した。本拠移転後の同年中、長男の姉小路信綱に謀反の疑いをかけ、殺害している。頼綱は信長の部将佐々成政の越中における上杉征伐に協力しつつ、国内の親上杉派の国人衆を次々と攻め滅ぼしていった。
天正9年（1581年）冬、織田側と手切（断交）状態にあるとの報が上杉氏の家老の直江兼続にもたらされているが、これは姉小路氏と織田家による虚報・誤報であった。
飛騨国入口である加治田城の領土を大名として与えられていた斎藤利治と利堯は信長嫡男の織田信忠側近であり、これを通して織田家とは誼を結ぶ関係であり続けた。
1581年の織田家による武田氏征服戦（甲州征伐）においては、飛騨口から武田領に侵攻した織田家飛騨方面軍の金森長近へ援軍として、姉小路氏の家臣後方部隊を参加させている。

### 飛騨国統一
天正10年（1582年）6月、信長が本能寺の変で死去すると、北飛騨荒城郡領主の江馬輝盛が勢力拡大を狙い、飛騨国姉小路氏宗家であった小島氏の小島城に夜襲をかけたが、小島時光は応戦し、籠城戦において勝利した。

#### 江馬氏追討
夜襲の報を聞き、直ちに姉小路頼綱は自ら軍勢を率いて、姉小路家の宗家筋で親族衆である小島姉小路氏（小島時光・小島基頼）と共に、江馬輝盛を八日町の戦いで討ち死にさせた。江馬氏本城と全領土は姉小路頼綱と小島時光・小島基頼の姉小路小島軍により全城を攻められ、江馬氏は勢力を失い、飛騨国から追放された。

#### 敵対勢力の掃討
次いで実弟の鍋山顕綱を、謀を計画していたとして八日町の戦いの3ヶ月後に滅ぼした。江馬氏との戦いで功のあった牛丸氏や、その牛丸氏侵攻の際には従っていた広瀬氏（広瀬宗域）など、かつては味方であった勢力も含め、鍋山顕綱と関わっていた勢力を他との国人衆と共に次々と討ち滅ぼし、天正11年（1583年）頃には飛騨一国をおよそ手中に収めた。

#### 内ヶ島氏との盟約
白川郷の内ヶ島氏とも長年争っていたが、内ヶ島氏理を同盟者として自治を認めた。内ヶ島氏もまた、越中の佐々氏と同盟関係にあった。

#### 隠居
その後、家督と居城の松倉城を息子の秀綱に譲り、自らは北方の高堂城を中心に居を移した。
織田家の北陸方面担当であった柴田勝家や越中国の佐々成政と行動を共にし、上杉氏に対抗した。越中斎藤氏である斎藤信利・斎藤信吉兄弟は本能寺の変後は上杉氏につくが、佐々成政や神保氏張に攻められ本拠の城生城を失い、義兄の姉小路頼綱を頼って飛騨に落ち延びた。その後、兄弟は頼綱の仲介により佐々成政と和睦し、佐々傘下に下った。南方の美濃国方面に対しては、織田信孝の老臣となっていた親族の斎藤利堯と連絡を取り、互いに敵対しないように努めていた。

### 飛騨征伐
織田信長・信忠親子が本能寺の変で亡くなった後、旧織田領は混乱した。姉小路氏もその混乱に乗じた一人ではあったが、一方中央では清洲会議を経て、織田信孝・柴田勝家が羽柴秀吉との覇権争い（賤ヶ岳の戦いなど）に敗れ去った。秀吉軍の進攻は信孝・柴田の同盟軍としての飛騨国に及んだ。
当時の羽柴勢は敵対する越中の佐々成政の追討を行っており、佐々の同盟者である姉小路氏もその追討の対象となった。飛騨侵攻の命を受けた金森長近の軍勢に、かつて姉小路氏が滅ぼした飛騨の旧勢力（江馬時政・広瀬宗直・牛丸親綱・鍋山利高）らが先導役を務めて加わり、金森軍は飛騨国の南北両面から二部隊（金森長近の本隊・金森可重の別動隊）に分かれ侵攻した。国内諸地域で各小軍勢の姉小路軍は抵抗をし金森軍に被害を与えたが、大軍勢の金森勢に個々に掃討され降伏となった。
自身も大軍に攻められていた佐々成政からの援軍も無く、同盟者の内ヶ島氏理は佐々救援の軍を率いて富山方面に出馬中に、本拠の留守居の家臣を金森勢に調略され帰雲城を奪われ、降伏した。
頼綱は隠居城である高堂城を包囲されたが、金森長近の降伏勧告を拒否し籠城戦を行った。険峻な地形に築かれた城郭を前に金森勢は攻めあぐねていたが、姉小路勢の損害も日々増えるばかりであった。この攻城戦の最中に朝廷より、降伏するようにとの命が下った。頼綱は朝廷に仕える公卿として自ら城を明け渡し、姉小路氏は降伏した（飛騨侵攻戦）。

### 飛騨国追放と幽閉
最後まで戦った子息の姉小路秀綱・姉小路季綱兄弟や小島時光・小島基頼など、一族郎党の多くは討死や自害もしくは行方不明となったが、当主の頼綱と生き残った一族は朝廷からの命があり、姉小路氏という公家として、また秀吉から見た場合“織田信長の親族”として助命され、京都へ護送され幽閉された。
京都に赴いた後の幽閉中は、親族である公卿の近衛前久に庇護され、近衛家と共に娘婿の遠藤氏・遠藤慶隆と本家筋姉小路氏である娘婿の向氏・向宣政に生活を援助された。
幽閉解放後、頼綱は公家（公卿）として朝廷へ役を働きかけ、姉小路氏・三木氏として親族・子息の任官推薦と出仕、飛騨国地主の保障を得た。

#### 晩年
その後公家として過ごし隠士。剃髪し、休安と号した。
天正15年（1587年）4月25日、同地で没した。享年48。橋本の浄林寺に手厚く葬られた。法名は「寒厳道松大龍院」。

## 人物・逸話
- 三木氏は姉小路家を継承したが、頼綱は京に縁のある姉小路家当主として振る舞い、様々な対応をしていた。1579年（天正7年）には禁裏小番に名を連ねている。国司として朝廷へ忠誠を尽くし、常に公家社会と交流を保っていた[26][27]。
- 幕府との関係においては、室町将軍の家臣を書きならべた永禄年間の名簿「永禄六年諸役人附」に伊達晴宗・朝倉義景・北条氏康・今川氏真・上杉輝虎・武田信玄・織田信長・毛利元就・大友宗麟・島津貴久らとともに、姉小路中納言飛騨国司（良頼）同宰相姉小路（頼綱）と載せられている[28]。
- 頼綱の母は、良頼の継室である姉小路向氏（姉小路高綱室）とされており、故に朝廷にて正式に姉小路名跡継承が許可されたとされる[29][30]。
- 頼綱の正室は斎藤道三の娘（姉小路頼綱正室）であるが、側室は史料では確認されていない。織田信長とは上洛時より関わりが深く、斎藤道三の相婿同士である。また織田家大名である斎藤利治とは同い年で、親族として結びつきが深い。
- 天正3年（1575年）の織田氏による越前一向一揆滅亡後、頼綱は上洛し10月23日に「飛騨国司姉小路中納言卿」として信長へ栗毛馬を進上した。『信長公記』には「一段の駿馬にて御秘蔵斜めならず」と記されている。信長は同年11月に大納言・右近衛大将に任じられ、頼綱もそれを祝した[31]。
- 頼綱（自綱）の絵画が千光寺に現存している。また飛騨禅昌寺には、姉小路頼綱の肖像画や三木氏累代の位牌が保存されている。

## 史料
- 「大和守。松倉在城。初名左京大夫。入道シテ久安ト号ス。永禄元戊午歳・・・（中略）・・・京妙覚寺ノ日善上人ノ弟子ト為テ法蓮坊ト伝日・・・（中略）・・・弘治二年丙辰四月日戦死セリ此義龍是ハ頼芸ノ子ナリト伝フ以上岐斎家記ハ濃州土岐斎藤両ノコトヲ記スル書ナリ」[32]

## 官歴
『歴名土代』による。
- 永禄3年（1560年） 2月16日：従五位下、左衛門佐
- 永禄6年（1563年） 3月12日：侍従、光頼から自綱に改名

## 系譜
- 父：姉小路良頼（1520-1572）
- 母：近衛前嗣の女 - 姉小路高綱室
- 正室：姉小路頼綱正室 - 斎藤道三の娘
  - 長男：姉小路信綱（?-1583?）
  - 次男：姉小路秀綱（?-1585）
  - 三男：姉小路季綱（?-1583） - 鍋山元綱
  - 四男：三木直綱
  - 五男：小島基頼（?-1585?） - 小島元頼
  - 男子：三木近綱（1574-1629）
  - 女子：遠藤慶隆継々室
  - 女子：向宣政室